# ایلات و عشایر سقز

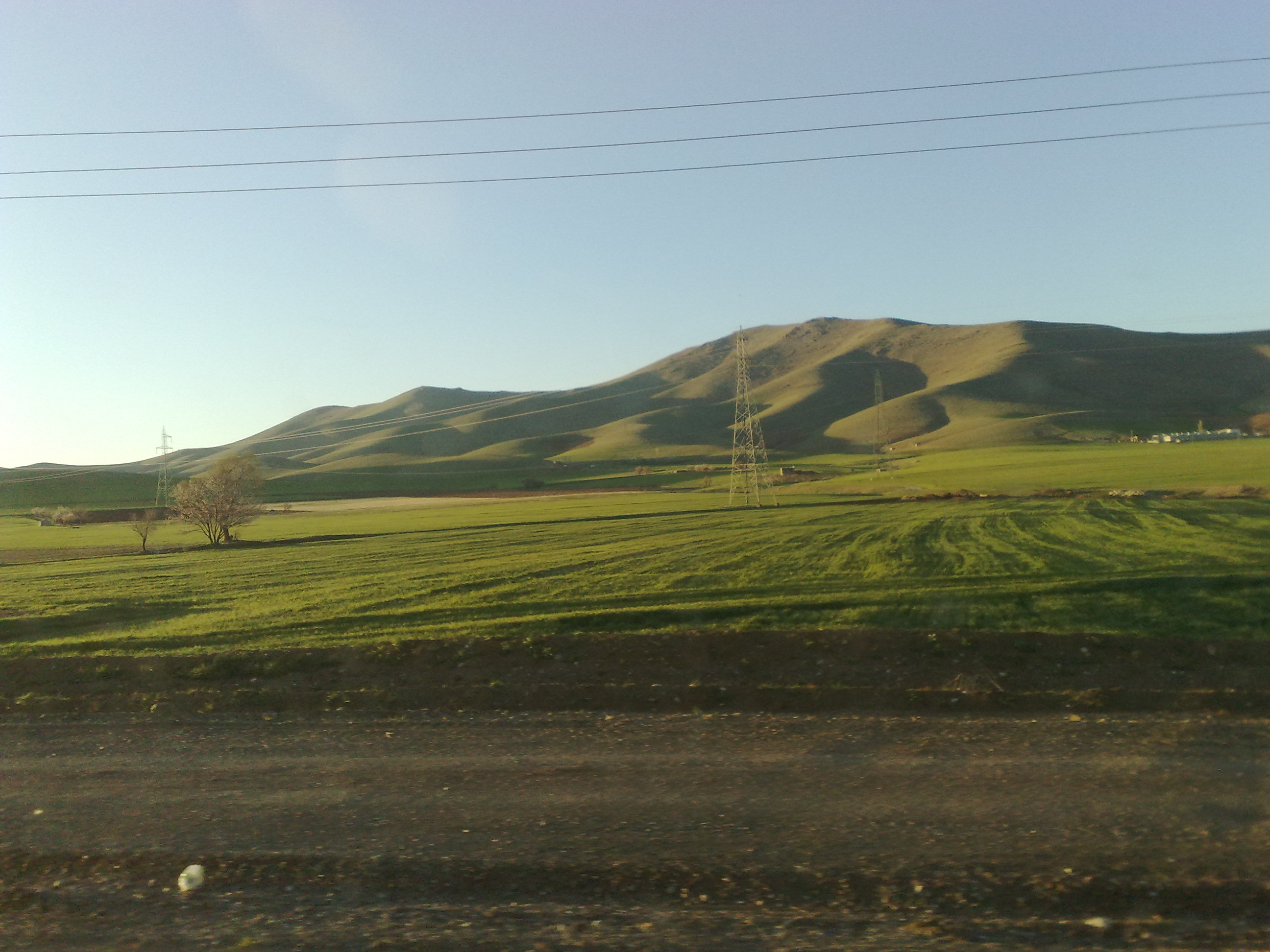
دشت کهریزه

ایلات و طوایف سقز از دیرباز در مناطق مختلف این شهرستان ساکن بوده و زندگی می‌کرده‌اند. شهرستان سقز از دیدگاه اقتصادی و اجتماعی یک منطقه کشاورزی است و دارای آب وهوای معتدل مدیترانه ای بوده و چراگاه‌ها و کوه‌ها و دشتها و مراتع درجه یک و دوی آن به‌ویژه در منطقه سرشیو، خورخوره که در کمتر نقاطی از ایران وجود دارد، برای پرورش احشام و دامپروری و دامداری مساعد می‌باشد. روی این اصل که زندگی مردم اولا در نقطه مرزی و حساس ایران واقع شده و در ثانی اقتصاد جامعه متکی بر کشاورزی و دامداری بوده‌است، در طول تاریخ کم‌کم ایلات منطقه ایجاد و گسترش پیدا کرده‌اند.

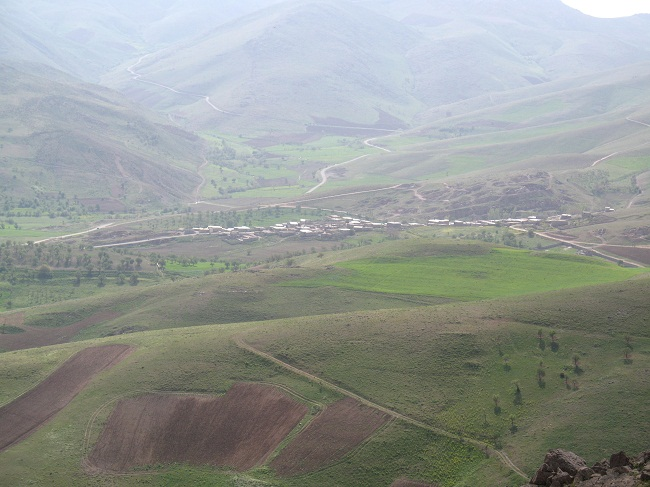
دشت ملقرنی

## تاریخچه
طوایف و قبایل در اطراف و بخشهای سقز از قدیم الایام زندگی می‌کرده‌اند و آنها برای خود دارای نیروی کار آزموده و سازمان ایلی بودند. چراکه برای ارتزاق خود و چرای احشام حتی بارها ناچار به جنگ و درگیری با قبایل و عشایر کردستان عراق بویژه ایل جاف بودند که در تاریخ این منطقه جنگ بین قبیله فیض الله بیگی و ایل جاف مشهور می‌باشد.
ایل جاف یکی از بزرگترین ایلات کردنشین است که در عراق و ایران زندگی می‌کنند اما تا عصر محمد رضا شاه عموم جافهای ایران و عراق از سرکرده و سازمان ایلی واحدی اطاعت می‌کردند و زندگی آنان بیشتر از راه دامداری و دامپروری تأمین می‌شد؛ لذا ناچار بودند در بهاران گوسفندان خود را به مناطق سرشیو و خورخوره سقز بیاورند. از روسای جاف می‌توان عثمان پاشا را نام برد که شخصی بود دانشمند سخی طبع و مقتدر و از دربار عثمانی لقب پاشائی را داشته و پسران او طاهر بگ جاف و احمد مختار بگ جاف هر دو از شعرای بزرگ و پرآوازه کردستان بودند و مادرشان بنام عادله خاتون ریاست ایل جاف را داشته که از جانب ملکه انگلستان عنوان و لقب «بهادر» داشته‌است و دربارهٔ او می‌توان در کتاب کرد و ترک و عرب نوشته افسر انگلیسی ادموند بترجمه ابراهیم یونسی مطالب بسیار خواند.
اما در چهار طرف سقز قبایل و عشایری بودند که آنها نیز سازمان یافته و هر کدام از رئیس خود اطاعت می‌کردند که روسای آنان معمولاً مالک و صاحب آبادیهای منطقه بوده و اختیار تام داشته‌اند. این قبایل و عشایر در حال حاضر نیز هستند اما اینک بافت زندگی آنان تغییر نموده و به شهرنشینی روی آورده‌اند.

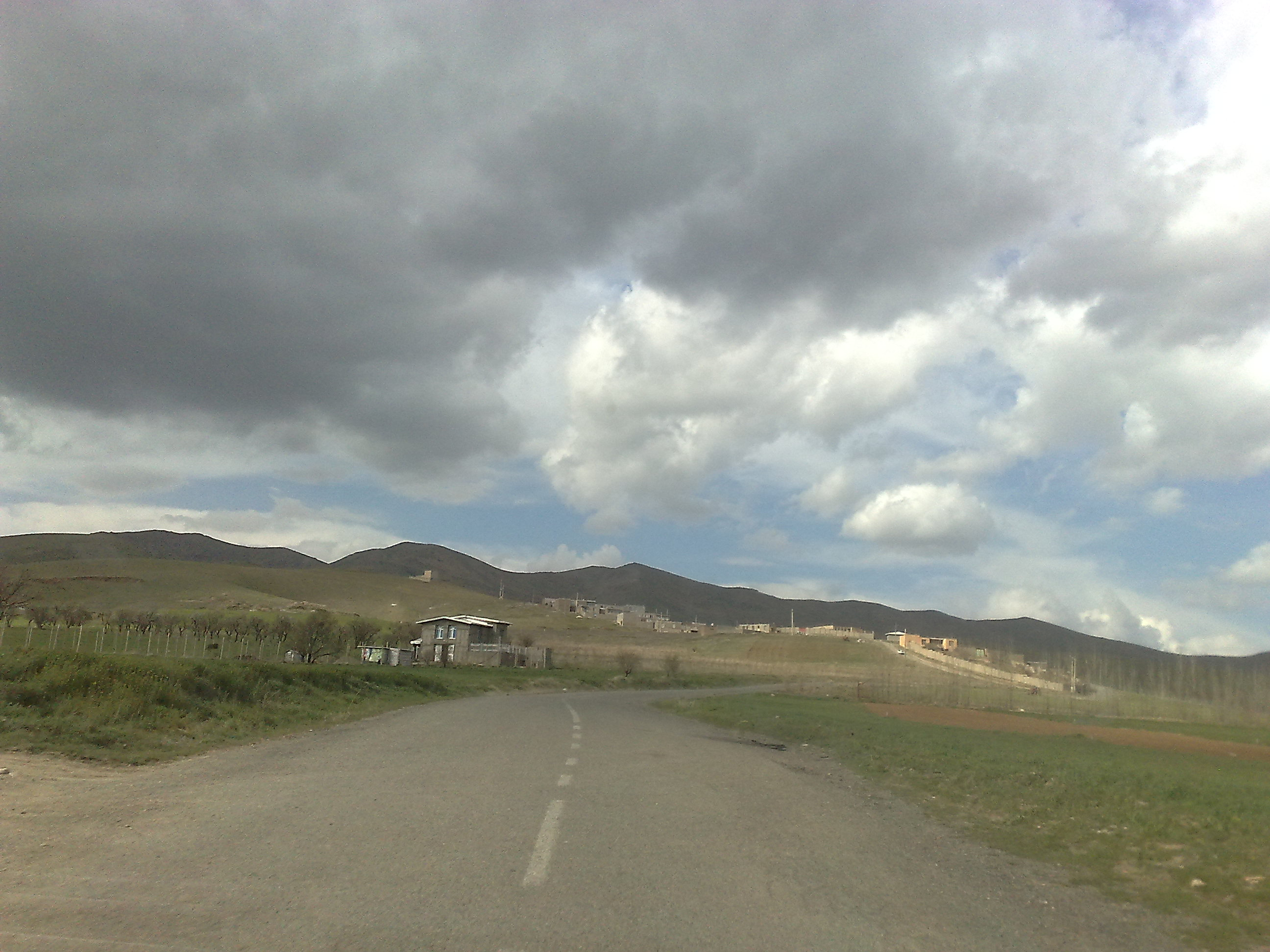
قیلسون

## عشایر

### عشایر گورک
عشایر گورک که رئیس آنان علی آقا جوانمردی بود او بهمراه برادر خود رسول آقاجوانمردی پس از سقوط جمهوری مهاباد اعدام گردید و پسرش محمد جوانمردی بریاست قبیله رسید. محمد جوانمردی فردی بود شجاع و چند بار نیز علیه حکومت شاه اقدام به شورش کرد که هر بار از چنگ مأمورین گریخته و هرگز گرفتار نشد. اما برادرش حسن آقا جوانمردی مدت زیادی بجرم فعالیت سیاسی در سالهای ۴۶ و ۴۷ زندانی بود. محمد آقا به عراق گریخته بود که با پا در میانی سناتور محمد عباسی دهبکری در زمان تصدی فرماندهی ژاندارمری کل کشور از سوی سرتیپ مالک فرمان تأمین به امضا شاه را در مرز ایران و عراق به وی تحویل دادند و به محل زندگی خود در روستای تموته بازگشت. اما سرانجام در تصادف رانندگی مجروح و سال بعد در بیمارستان بستری شد و ظاهراً بعلت عمل آپاندیس بطرز مشکوکی جان سپرد. برادرش حسن آقا نیز در اوایل انقلاب اسلامی از سوی یکی از گروه‌های سیاسی بقتل رسید. پس از انقلاب اسلامی دو پسر محمد آقا به اسامی امیر واحد جوانمردی به طرفداری از انقلاب اسلامی توسط همان گروه‌های سیاسی کشته شدند.
عشایر گورک با نامهای خانوادگی جوانمردی، محمودی، قادری، محمدی، عزیزی و خدری در مرکز و نواحی غربی و جنوبی این شهرستان زندگی می‌کنند.

### عشایر سرشیو
عشایر سرشیو که ریاست آنها با فردی از خوانین منطقه با نام آقا صالح سلطان پناه بود. آقا صالح از روسای کارآزموده و دانا و ادب دوست منطقه سقز بودند که طبق مدارک موجود نسب آنها به قبیله زند می‌رسد و بنابر گفته آقای محمود خان سلطان پناه فرزند آنمرحوم دربارهٔ سلسله نسب آنان اشعاری در دست بوده که بیتی آز آن اینست:
زنسل کریم خان گرد رشید چراغ ویس خان به سقز رسید
و این چراغ ویس خان در منطقه گورک سقز یک آبادی بنام خود چراغ ویس ساخته که هنوز هم موجود است و سد چراغ ویس نزدیک آن ساخته شده‌است. سپس قلمرو آنان تا رنگه ریژان و آدینان و نواحی طاله جار گسترش یافته‌است که در این باره در کتاب دائره المعارف اسلامی چاپ انتشارات صلاح الدین ایوبی مطالبی بچشم می‌خورد. آقا صالح در طول عمر خود با گرفتاریها و مصائب فراوان روبرو بوده‌است و سرانجام از دنیا رفت و امروزه فرزندان و خانواده او در سرشیو و سقز زندگی می‌کنند و با طایفه وکیلی و سهامی که آنان نیز از عشایر سرشیو هستند خویشاوندی دارند.

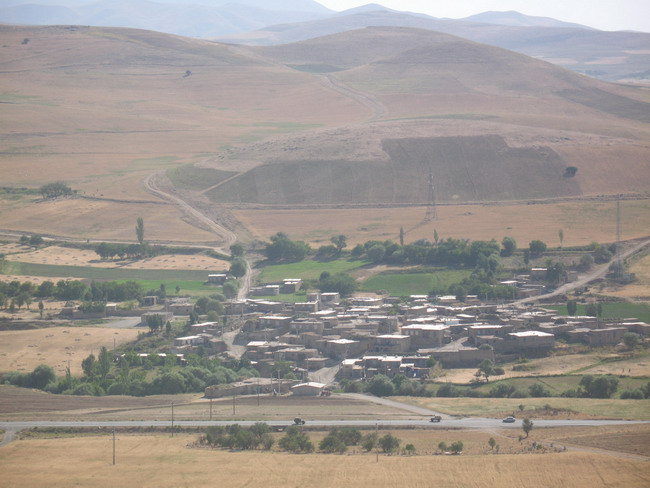
روستای کوچک سور

### عشایر خورخوره
محمودخان سلطانی صاحب آبادی مله و میتو و غیره که ریاست قسمتی از عشایر خورخوره را بعهده داشتند. این ایلات اکنون در نواحی خورخوره نزدیک به کوه‌های چهل چشمه زندگی می‌کنند.

### عشایر غفاری و ولدبیگی
عشایر غفاری و ولدبیگی که در منطقه یورقول و باشبلاغ زندگی می‌کنند و ریاست آنان با ملا سیف الدین خان غفاری بود که از علما برجسته کردستان بودند و اعقاب ایشان با نام خانوادگی محمد پناه و غفاری در سقز و یورقول هستند.

## ایلات

### ایل وکیلی

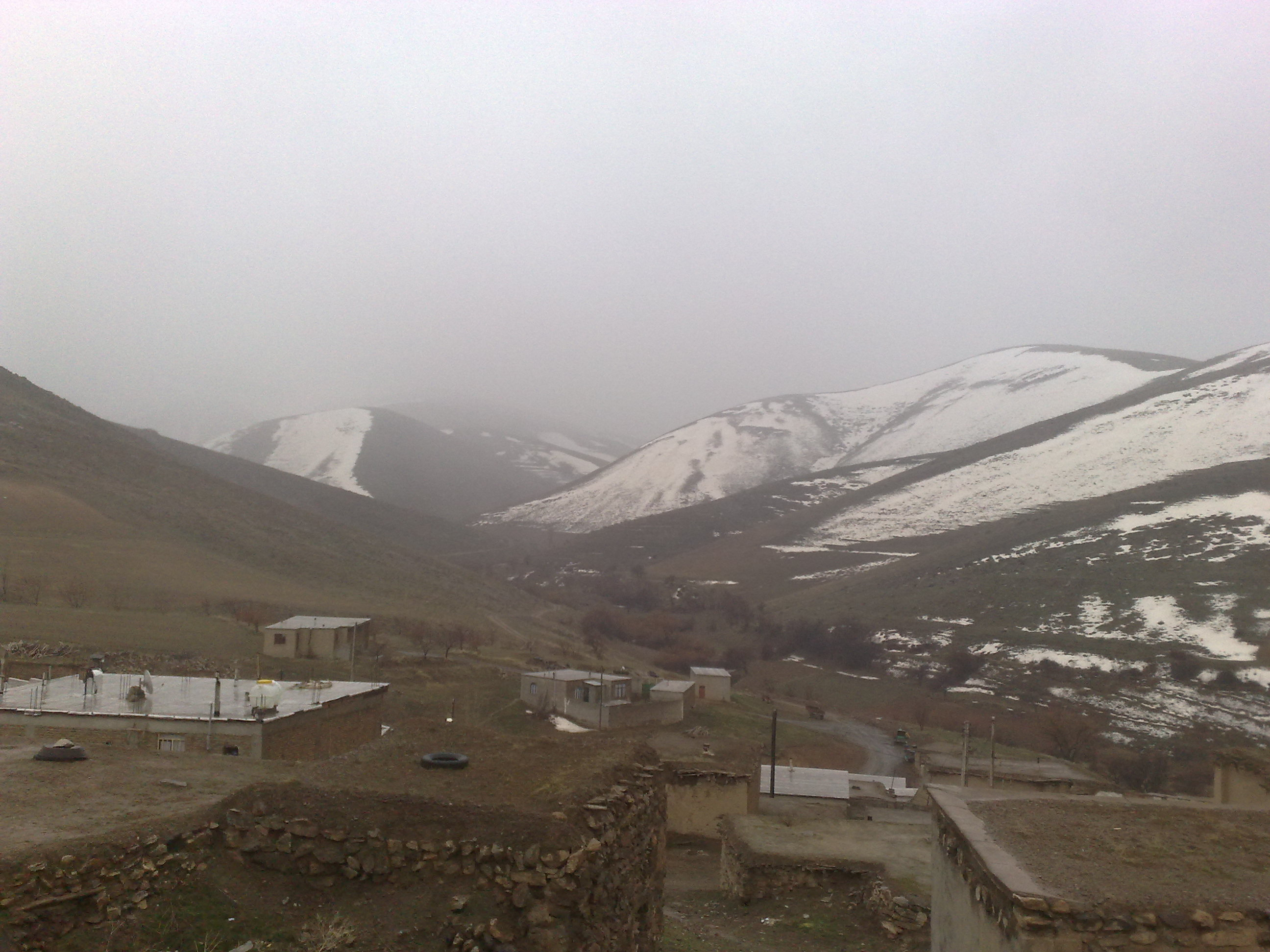
روستای کاک سیاب

طایفه وکیلی که قلمرو آنان از گورک تا سرشیو می‌باشد و رئیس آنان حاجی وکیل بود که پس از فوت، پسرش محمد آقا وکیلی این سمت را داشت. محمد آقا علاوه بر کارهای عشایری مدتی هم شهردار سقز بود و سرانجام در تصادف اتومبیل فوت نمود. سپس محمدخان وکیلی زعامت طایفه را داشتند و اکنون در آبادیهای تموته، قبغلوچه، سرتکلتو، کچل منگان، عرب لنگ، کندلان، حسن سالاران، قلعه جوقه، دره‌وزان علیا، دره‌وزان سفلی، درگاه سلیمان و مرکز سقز ساکن هستند.

### ایل دیوانی مقدم
طایفه دیوانی مقدم که رئیس آنها رشیدالدیوان بود و در آبادیهای گوره قلعه و سرسیف و سقز زندگی می‌کنند.

### ایل حسنی
طایفه حسنی که از عشایر خورخوره سقز و از نسل برادر شیخ حسن مولان آبادی عارف و دانشمند بزرگ کردستان می‌باشند. چون شیخ خودش فاقد زن و اولاد بوده و طایفه ایشان در بخشهائی از خورخوره و سرشیو با نامهای خانوادگی حسنی، محمدی، یزدانی، صادقی، شیخی و غیره زندگی می‌کنند.

### ایل کلهر
طایفه کلهر که از ناحیه کرمانشاه از روزگاران کهن به سقز و نواحی آن کوچیده و در خورخوره و بخش زیویه و گلتپه زندگی می‌کنند. ریاست آنان آقا رضاخان کلهر بود که فوت نمود. سپس مجید خان کلهر که فردی است آگاه و کاردان تاحدی امور این طایفه را در دست گرفته‌است. این طایفه در آبادیهای رستمان، خانه میران، گورباباعلی، قشلاق رضا و سایر روستاهای گلتپه و دهستان خورخوره زندگی می‌کنند.

### ایل بیگ زاده تیلکوه
طایفه تیلکوه یا بیگ‌ زادگان همه‌‌وند باشماخ  در قبل ساکن کشور عراق بوده که مناطق ییلاقی خود را به کردستان ایران منطقه باشماق آورده و شغل آن‌ها ابتدا دامداری و چادرنشین بوده که بعدها در دشت‌های وسیع فلات اوباتو ساکن شده‌اند و در کنار دامداری و رمه‌داری به کشاورزی نیز مشغول شده‌اند، بزرگ این ایل محمد بیگ نامی بوده که در دوران کریم خان زند مشاور و یار ایشان بوده.
سران این طابفه به ترتیب شیرک، یاراحمد سهراب، بزرگ‌بیک ملکه، حبیب‌الله‌خان، علی خان حبیبی که اولین بخشدار دیواندره بودند که علی خان به دست محمدامین بگ برادر محمدرشیدخان بانه‌ای در سقز کشته شد.

### ایل دونار ملکشاهی تیلکوه
ایل دونار ملکشاهی از اصیل‌ترین و بزرگ ترین طوایف منطقه بوده که  خود شامل ۹ طایفه و ۳۲ تیره می‌باشد  آنها از نوادگان یعقوب بیگ ملکشاهی هستند که در دوران شاه طهماسب صفوی  از چمشگزک دیرسیم ترکیه به تیلکوه کوچ کردند. نوادگان ایشان مالکین و ساکنین۳۵ روستای تیلکو  ساکن ۱۲ روستای منطقه فیض‌‌الله بیگی سقز هستند، مرکز آنها همواره روستای ایرانشاایرانخواه بوده، از بزرگان این ایل می‌توان به فرخ‌بیگ،دونداربیگ،سیفالی‌خان،یاراحمدخان،محمدرشیدخان،میرعلی‌خان، حبیب الله خان،علی‌خان حبیبی،مظفرخان حبیبی،فیروز‌خان دستگیر اشاره کرد.

## مهاجرت به شهر

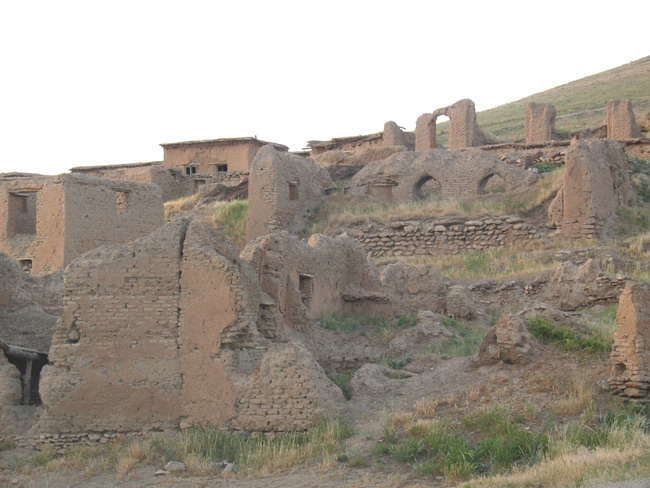
روستای تخلیه شده تاوقران

به‌رغم اینکه تبلیغات گسترده‌ای برای ماندگاری و بازگشت به روستاها صورت می‌گیرد، جمعیت روستاهای کردستان در حال کاهش است و برنامه‌ریزی خاصی برای بازگشت مهاجران به روستاهای کردستان که پتانسیل غنی و بالایی در تمام حوزه‌ها دارند، انجام نشده‌است.
طبق آماری که از نتایج سرشماری‌های رسمی کشور استخراج شده‌است، سنندج به عنوان مرکز استان در سال ۸۵ دارای ۹۹ هزار نفر جمعیت روستایی بود. در سال ۹۰، با اینکه جمعیت شهری سنندج رشد قابل توجهی پیدا می‌کند، جمعیت روستایی آن با کاهش چشمگیر به نزدیک ۷۵ هزار نفر می‌رسد. در سرشماری سال ۹۵ نیز که آخرین سرشماری رسمی محسوب می‌شود جمعیت روستایی کمی افزایش می‌یابد و به ۸۷ هزار نفر می‌رسد.
سقز به عنوان دومین شهرستان استان از نظر جمعیت، در سال ۸۵ دارای ۷۳ هزار نفر جمعیت روستایی بود که در سرشماری سال ۹۰ این تعداد به ۸۶ هزار نفر رسید. در سال ۹۵ نیز جمعیت روستایی این شهرستان به ۵۸ هزار نفر کاهش یافت.

## جستار ویژه
- ایل‌های کرد ایران
- عشایر کرد
- عشایر ایران